# Hrvoje Šarinić
Hrvoje Šarinić, hrvaški politik in arhitekt, * 17. februar 1935, Sušak, † 21. julij 2017, Zagreb.
Med letoma 1992 in 1993 je bil predsednik Vlade Republike Hrvaške.